# Schronisko nad Zielonym Stawem

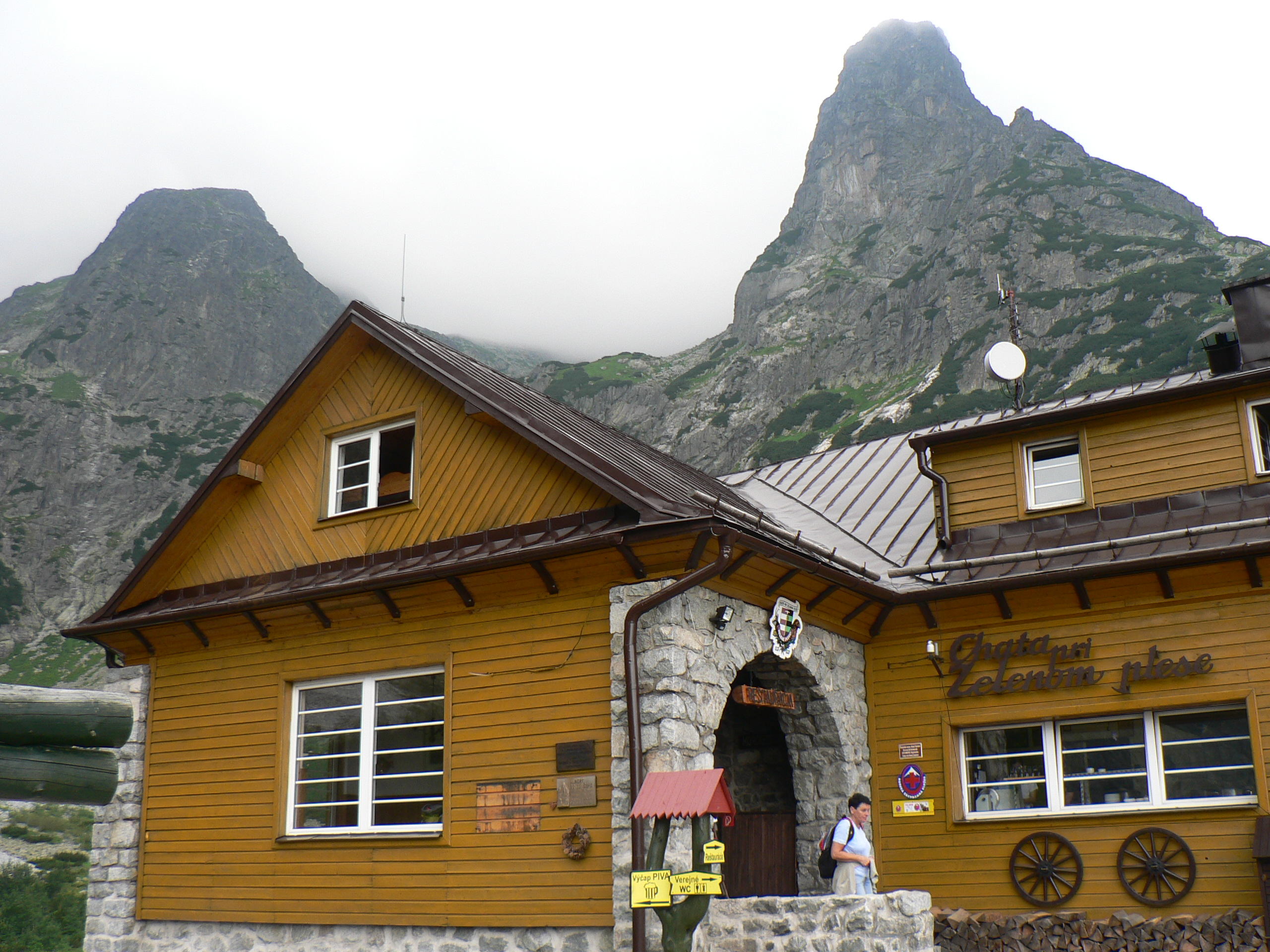
Główne wejście do budynku, w tle Czarny Szczyt i Jastrzębia Turnia

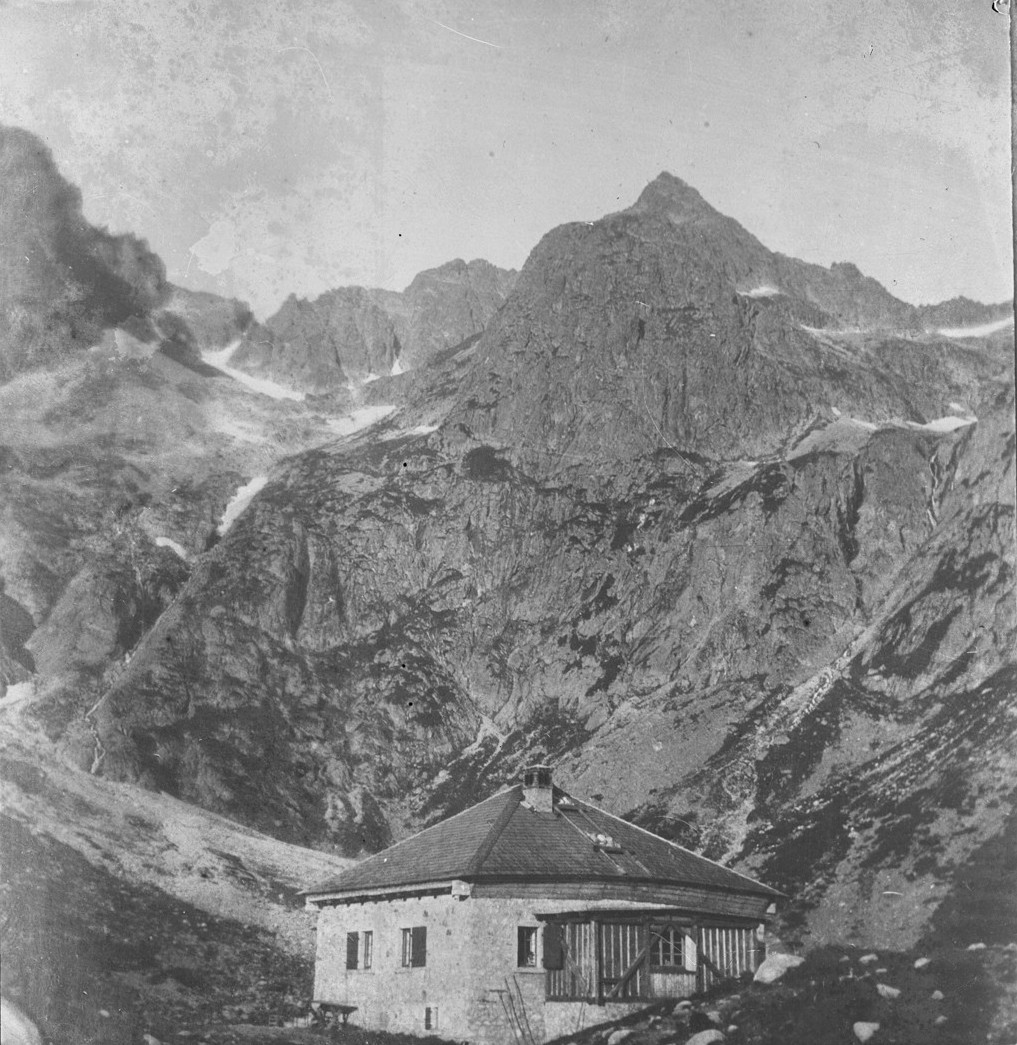
Schronisko około roku 1920

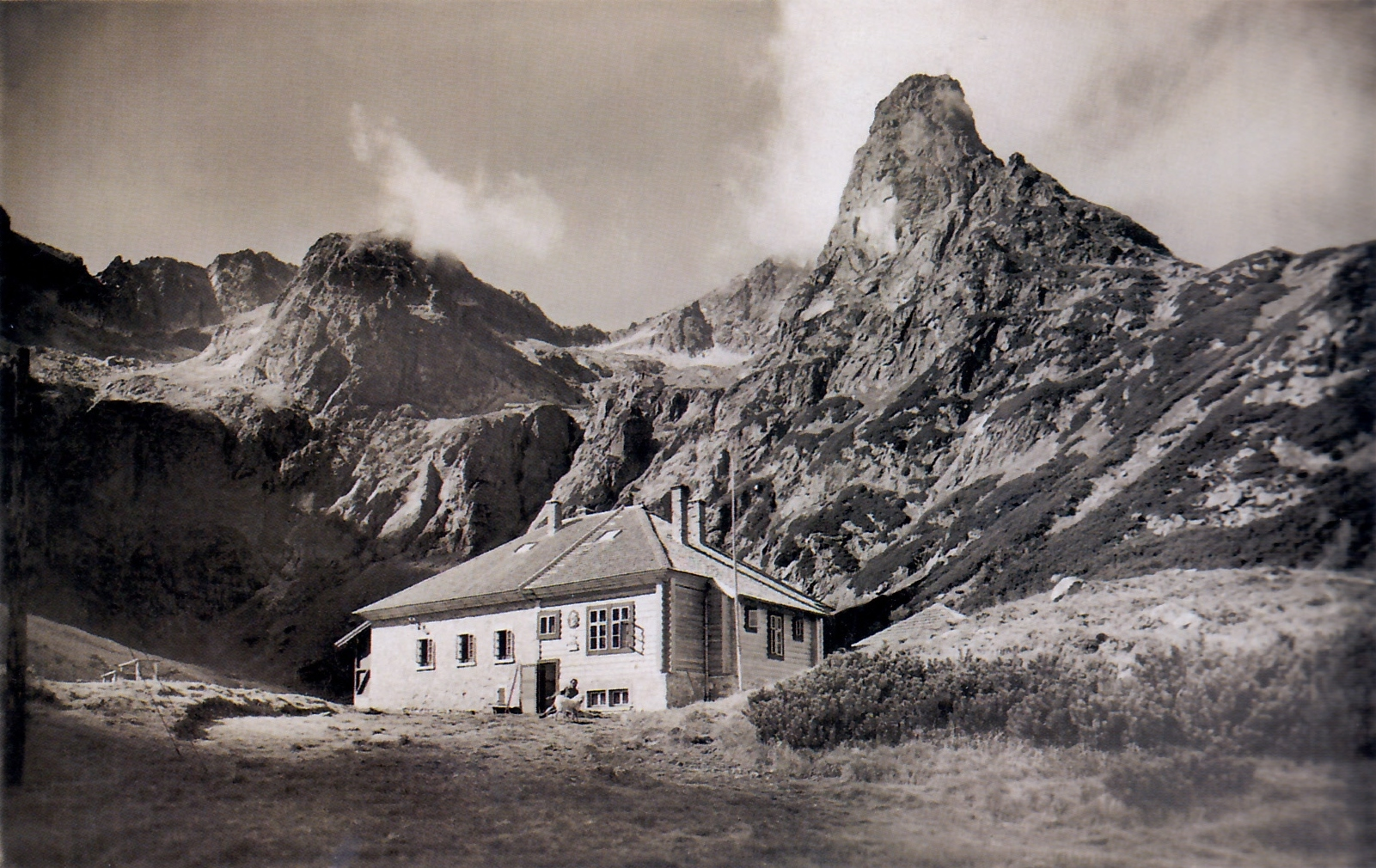
Chata w 1933

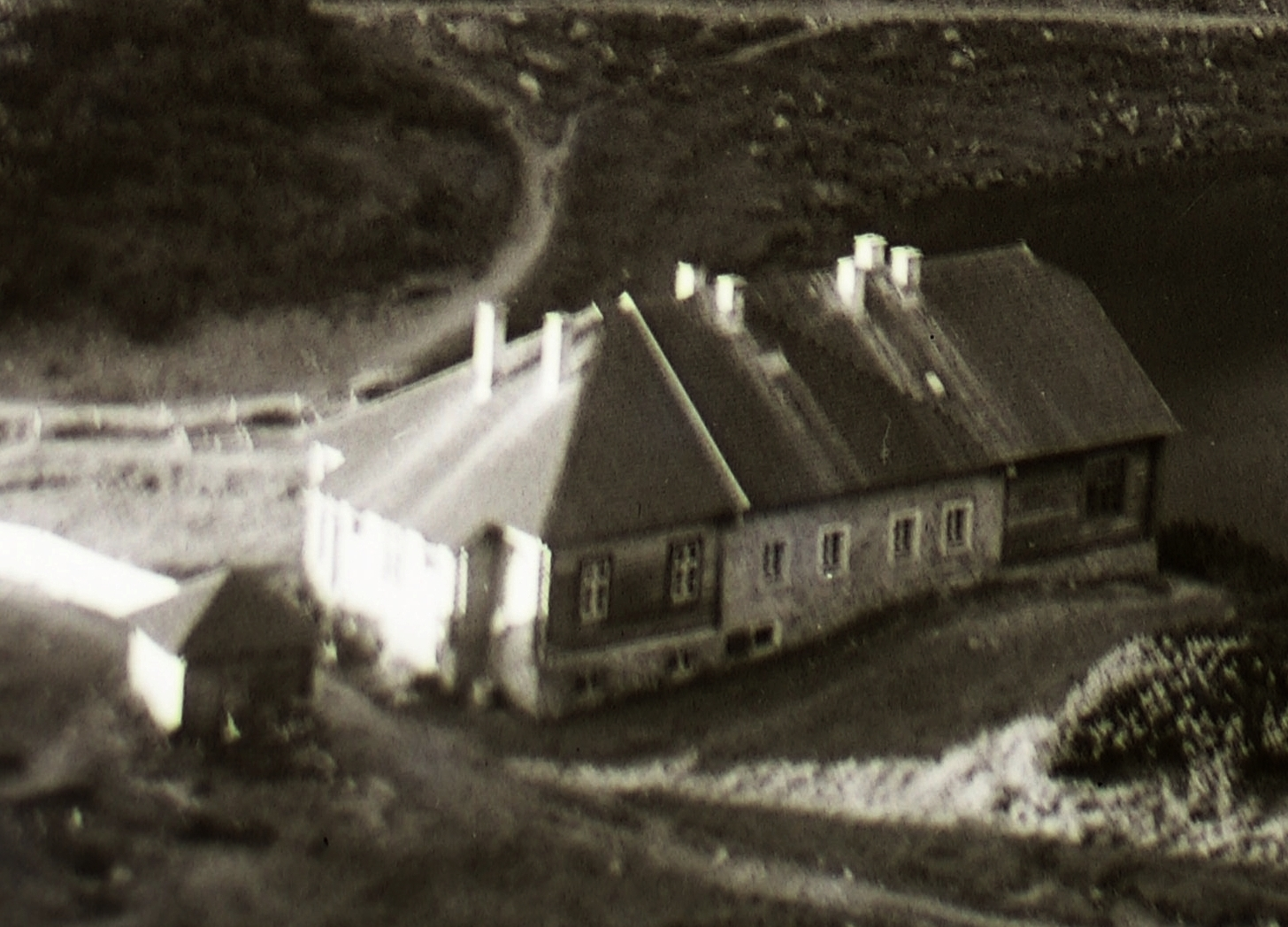
Fotografia z 1939 roku, widoczne liczne przybudówki

Schronisko nad Zielonym Stawem (słow. Chata pri Zelenom plese) – schronisko w słowackich Tatrach Wysokich, w Dolinie Zielonej Kieżmarskiej (słow. Dolina Zeleného plesa), położone nad brzegiem Zielonego Stawu Kieżmarskiego na wysokości 1550 m n.p.m.

## Historia

### W Austro-Węgrzech
Pierwsze drewniane, niezagospodarowane schronisko Węgierskiego Towarzystwa Karpackiego (MKE) postawione nad brzegiem Zielonego Stawy nazywano Schroniskiem Idziego. W 1880 r. przeniesiono je z Doliny Przednich Koperszadów. W 1884 r. schronisko zostało odbudowane po pożarze, a w 1887 r. przeniesiono je na południowy brzeg Zielonego Stawu. W 1890 r. znów dwukrotnie spłonęło.
Po tych wydarzeniach MKE podjęło decyzję o budowie murowanego obiektu, który przynajmniej w sezonie letnim będzie miał stałego gospodarza. Spośród kilku przedstawionych projektów zdecydowano się na ten autorstwa Georga Cornela Schwarza, za którego wykonanie odpowiadał Heinrich Hermann. W 1894 na północnym brzegu jeziora wytypowano miejsce pod budowę, wzniesiono drewniany barak dla robotników (później pełniący funkcję obory) i wykonano fundamenty. Ze względu na trudne warunki pogodowe prace trwały aż do 1897 roku, kiedy obiekt zwieńczono dachem – we wcześniejszym roku z uwagi na zalegający śnieg do robót można było przystąpić dopiero w lipcu. Powstały wówczas budynek miał wymiary 11 × 10 m. Mierzące 63 cm grubości ściany zewnętrzne wykonano z granitowych kamieni spajanych wapnem, które dodatkowo od zewnątrz otynkowano cementem portlandzkim. Dach o niewielkim nachyleniu pokryto cementem drzewnym. Drzwi i okna obłożono wapieniem z okolic Drużbaków i wyposażono w metalowe okiennice. Budynek posiadał szeroką na trzy metry werandę z widokiem na jezioro. Mimo ograniczonej przestrzeni wewnątrz wydzielono cztery dwuosobowe izby sypialne, jadalnię o wymiarach 6,5 × 4,2 m oraz kuchnię służącą także jako awaryjna noclegownia. Budynek był częściowo podpiwniczony – w suterenie znajdowało się pomieszczenie dla przewodników górskich. W jadalni i dwóch izbach zainstalowano żeliwne piecyki.
Koszt budowy obiektu został częściowo sfinansowaniu dzięki emisji „cegiełek”, po części jednak dzięki wsparciu arcyksięcia Fryderyka Habsburga, „najwyższego protektora” MKE. Na jego cześć schronisku nadano węgierską nazwę Frigyes-ménhaz („Schronisko Fryderyka”). Obiekt pierwszych gości przyjął prawdopodobnie 4 lipca 1897 r. (z wtedy pochodzą pierwsze wpisy w księdze pamiątkowej). Oficjalne otwarcie nastąpiło 27 sierpnia 1897 r. w obecności 61 gości. Wśród nich byli m.in. delegacja miasta Kieżmark z jego burmistrzem Karlem Schwarzem na czele, delegacja MKE z przewodniczącym Aurélem Münnichem, Miklós Szontagh (założyciel Nowego Smokowca oraz organizator służby przewodnickiej i ratunkowej w Tatrach spiskich), August Kaltstein (pomysłodawca udostępnienia Jaskini Bielskiej i jeden z założycieli Tatrzańskiej Kotliny) czy Martin Róth (przyrodnik, muzeolog i kartograf).
Pierwszym najemcą schroniska był Eduard Forberger, który gospodarował nad Zielonym Stawem wraz z żoną. Za ich czasów przy obiekcie chowano trzy krowy, dzięki czemu odwiedzający budynek turyści mogli zakupić świeże mleko, masło i twaróg. Początkowo schronisko otwarte było jedynie w sezonie letnim, zaś zimą klucze do niego można było wypożyczyć w Veľkej (obecnie część Popradu).
W czasie I wojny światowej w schronisku stacjonowały oddziały honwedów odbywających tam szkolenia w górskich warunkach. Węgierscy żołnierze podczas swojego pobytu doprowadzili jednak do zniszczenia budynku. Straty materialne komisja ministerstwa obrony latem 1916 roku wyceniła 928 koron. Ze względu na uszkodzenia latem 1916 roku obiekt pozostawał zamknięty dla odwiedzających. Po dokonaniu niezbędnych napraw MKE i węgierska armia zawarły porozumienie, zgodnie z którym w schronisku zimować mogło 40 żołnierzy i pięciu oficerów. Niemniej, kiedy latem 1918 roku dokonano ponownej oceny technicznej schroniska, odnotowano, że choć stan wyposażenia w okresie wojny niekiedy nawet zwiększył się (przybyło koców, przyborów kuchennych itp.), to jednak gruntownego remontu bądź wymiany wymagały weranda, toalety i dach budynku gospodarczego. Dodatkowo oceniono, że konieczny jest montaż siatek antywłamaniowych w oknach, jak również remont dachu zbyt małej już wówczas wozowni.

### Okres międzywojenny
Po upadku monarchii austro-węgierskiej i powołaniu Czechosłowacji schronisko pozostało w rękach oddziału kieżmarskiego MKE, które jako organizacja spiskoniemiecka przybrało nazwę Karpathenverein. Odstąpiono wówczas od nazwy schroniska nawiązującej do arcyksięcia Ferdynanda (choć niekiedy jeszcze w latach 20. w słowackojęzycznych źródłach zdarzało się posługiwanie nazwą Bedrichova chata). Coraz częściej stosowano nazwy odwołującej się do położenia obiektu – Chata pri Zelenom plese („Schronisko nad Zielonym Stawem”) lub Chata pod Jastrabou vežou („Schronisko pod Jastrzębią Turnią”). Okres międzywojenny to też czas pierwszych większych zmian w funkcjonowaniu schroniska. Obiekt zaczął być czynny przez cały rok, rozrastał się także jego personel. W 1922 roku do budynku doprowadzono linię telefoniczną. W 1925 i 1926 roku schronisko dotknęły dwa pożary. Także w 1926 roku przeprowadzono rozbudowę budynku, której koszt oceniono na 100 tys. koron czechosłowackich. Po zakończeniu prac liczba oferowanych miejsc noclegowych wzrosła z 12 do 58. Powstała wówczas nowa jadalnia, spiżarnia, pomieszczenie dla chatara. Kolejna rozbudowa nastąpiła w roku 1934, kiedy to dobudowano jadalnię i zmieniono układ pomieszczeń wewnątrz – w schronisku znajdowało się wówczas 10 izb z 40 łóżkami i dwie wspólne sale z dalszymi 40 miejscami do spania.

### II wojna światowa i pierwsze dekady powojenne
W czasie II wojny światowej w schronisku odbywały się obozy niemieckiej organizacji młodzieżowej Hitlerjugend. W 1942 gospodarzem obiektu został Matthias Nitsch, przewodnik i taternik, który zastąpił Bartholomäusa Duchona i Gábora Kegla. Jeszcze w 1945 schronisko przeszło kolejną rozbudowę.
Po przejęciu władzy przez państwo czechosłowackie schronisko przekazano w zarząd Klubowi Słowackich Turystów i Narciarzy jako likwidatorowi niemieckiego Karpathenverein, a w 1948 obiekt znacjonalizowano. W 1950 roku nadano mu nazwę Brnčalova chata na cześć Alberta Brnčala, taternika i działacza państwowej organizacji JTO Sokol, który w tym samym roku zginął pod pobliską Jastrzębią Przełęczą.
W latach 1955–1957, kiedy funkcję gospodarza pełnił Štefan Kovalčík (narciarz biegowy, olimpijczyk) przeprowadzono gruntowną przebudowę obiektu. Początkowo prace krytykowano za brak jasnych planów i projektu technicznego, jednak ostatecznie zakończyły się one sukcesem. Budynek powiększono o nową jadalnię, powstały nowe pokoje i pomieszczenia socjalne, wybudowano nowe wejście główne z zadaszonymi schodami, zainstalowano centralne ogrzewanie, doprowadzono wodociąg, uruchomiono oświetlenie elektryczne zasilane agregatem z silnikiem Diesla. Po ukończeniu prac schronisko dysponowało 60 łóżkami. W roku 1958 na potoku odprowadzającym wodę ze stawu wybudowano niewielką turbinę wodną mogącą zastąpić agregat spalinowy.

### Późniejsze lata
W późniejszych latach schroniska nie poddawano już daleko idącym zmianom. Prowadzili je w tym czasie wybitni sportowcy i taternicy. W latach 1959–1971 funkcję chatara sprawował Michal Šoltýs, mistrz kraju w narciarstwie zjazdowym i uczestnik igrzysk olimpijskich, później Anton Marec – autor książek o tematyce górskiej, narciarz i członek służby górskiej. W latach 1985–2010 gospodarzami schroniska byli Juraj Gantner (reprezentant kraju w skialpinizmie) i jego żona Jana Gantnerová-Šoltýsová (córka Michala Šoltýsa; trzykrotna olimpijka w narciarstwie zjazdowym). Za ich czasów powiększono budynek gospodarczy mieszczący agregat, w 1993 roku wybudowano szambo, wykonano termoizolację budynku. W 1998 roku wybudowano taras przy jadalni, w latach 1999–2000 dwa zbiorniki na wodę pozyskiwaną z Doliny Jagnięcej, z kolei w 2001 roku wzniesiono wiatrołap przy wschodnim wejściu do schroniska. W międzyczasie, w marcu 1991 powrócono od historycznej nazwy Chata pri Zelenom plese, choć część turystów jeszcze w kolejnych latach posługiwała się potoczna nazwą Brnčalka. W tym samym roku schronisko stało się współwłasnością Klubu Słowackich Turystów (udział 3/4) i Słowackiego Towarzystwa Wspinaczkowego JAMES (udział 1/4).
W styczniu 2011 roku nowym chatarem został Tomáš Petrík. W drugiej dekadzie XXI wieku schronisko dysponowało 56 łóżkami w 12 pokojach, oferując także miejsca awaryjne w budynku gospodarczym. Ponadto w obiekcie mieściła się placówka HZS.

## Szlaki turystyczne
– żółty szlak rozpoczynający się przy Drodze Wolności między Kieżmarskimi Żłobami i Matlarami i prowadzący przez Rzeżuchową Polanę wzdłuż Białej Wody Kieżmarskiej aż nad Zielony Staw Kieżmarski, a stamtąd Doliną Jagnięcą na Jagnięcy Szczyt.
- Czas przejścia od Drogi Wolności do schroniska przy Zielonym Stawie: 3:15 h, ↓ 2:55 h
- Czas przejścia ze schroniska na Jagnięcy Szczyt: 2:15 h, ↓ 1:35 h

  – końcowy odcinek znakowanej czerwono Magistrali Tatrzańskiej, prowadzący znad Łomnickiego Stawu przez Rakuski Przechód i obok schroniska nad Zielonym Stawem nad Wielki Biały Staw.
- Czas przejścia znad Łomnickiego Stawu do schroniska: 2:05 h, z powrotem 2:55 h
- Czas przejścia ze schroniska nad Wielki Biały Staw: 35 min w obie strony